# Poniemuń (Kowno)
Poniemuń (lit. Panemunė) – część Kowna na Litwie, wchodząca w skład lewobrzeżnej dzielnicy administracyjnej Poniemuń. 
Do 20 września 1825 oraz w latach 1836-1870 samodzielne miasto, siedziba wiejskich gmin Poniemoń i Poniemoń-Pożajście. Władze carskie odebrały prawa miejskie 28 sierpnia 1870 w ramach represji po powstaniu styczniowym. Po I wojnie światowej wszedł w skład Litwy. W 1931 włączony do Kowna.